# Гуарапари
Гуарапари (порт. Guarapari)  —  муниципалитет в Бразилии, входит в штат Эспириту-Санту. Составная часть мезорегиона Центр штата Эспириту-Санту. Входит в экономико-статистический  микрорегион Гуарапари. Население составляет 98 120 человек на 2006 год. Занимает площадь 592,231 км². Плотность населения — 182,6 чел./км².

## История
Город основан в 1679 году.

## Статистика
- Валовой внутренний продукт на 2003 составляет 429.968.998,00 реалов (данные: Бразильский институт географии и статистики).
- Валовой внутренний продукт на душу населения на 2003 составляет 4.339,75 реалов (данные: Бразильский институт географии и статистики).
- Индекс развития человеческого потенциала на 2000 составляет 0,789 (данные: Программа развития ООН).

## География
Климат местности: тропический. В соответствии с классификацией Кёппена, климат относится к категории Aw.

## Радиационный фон
Регион обладает аномально высоким уровнем фоновой радиации, песок старых пляжей естественно радиоактивен. Морские волны обрушиваются на прибрежные горы, богатые монацитом, фосфатом редкоземельных металлов, содержащим уран и торий. Согласно исследованию Международной ассоциации по радиационной защите, средняя поглощённая доза ионизирующего излучения составляет 0,63 мкГр/час, что примерно соответствует дозе 63 мкР/час. В отдельных местах уровень повышается до 6,2 мкГр/час, в так называемых «горячих пятнах» до 15 мкГр/час, однако даже при таком уровне радиации появление биологических эффектов маловероятно.

## Галерея

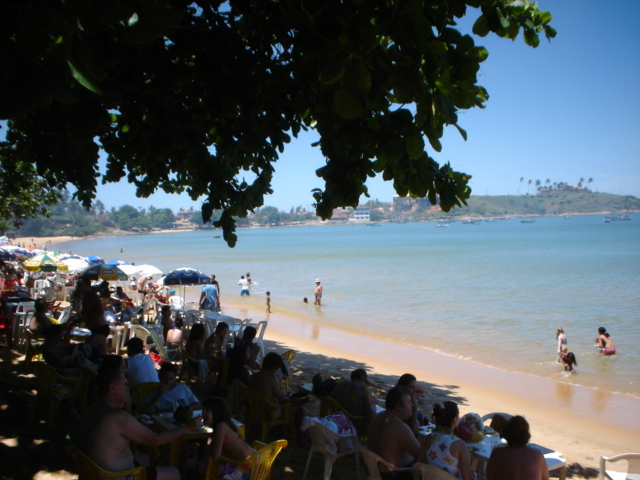
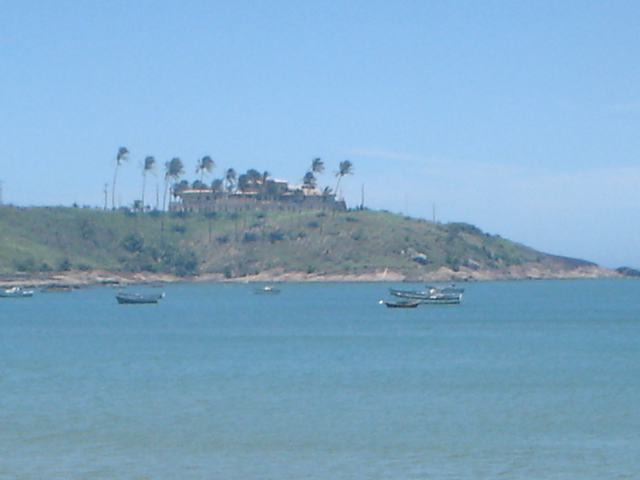